# Brockum
Brockum est une municipalité de Basse-Saxe, dans l'arrondissement de Diepholz, en Allemagne.